# Basse-Normandie
Die Basse-Normandie [bɑsnɔʀmɑ̃ˈdi] (Niedernormandie) war eine Region im Norden Frankreichs, die aus den Départements Calvados, Manche und Orne bestand. Sie hatte eine Fläche von 17.589 km² und 1.477.564 Einwohner (Stand 1. Januar 2022). Hauptstadt der Region war Caen. Am 1. Januar 2016 vereinigte sich die Basse-Normandie mit der Haute-Normandie zur Region Normandie. Die vorläufige Hauptstadt der neuen Region ist Rouen.

## Geographie

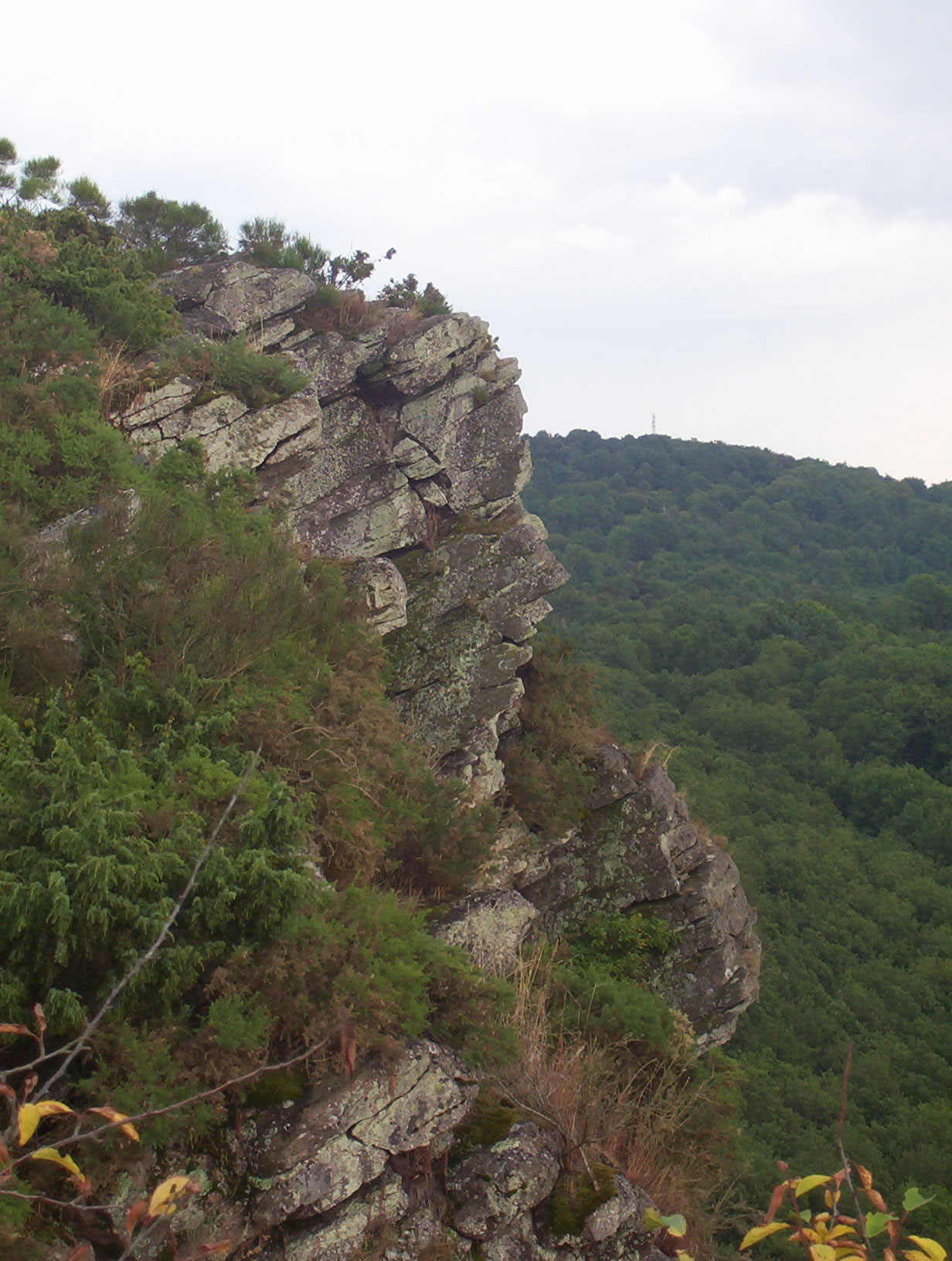
Der Roche d’Oëtre, Orne

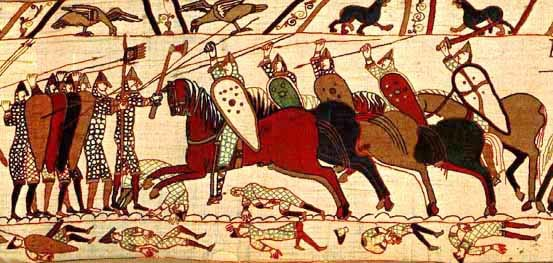
Der Teppich von Bayeux, Calvados

Die Region liegt am Ärmelkanal, in den die Halbinsel Cotentin hineinragt. Im Westen grenzt sie bei Mont-Saint-Michel an die Bretagne, im Süden an das Pays de la Loire und im Osten an der Seinemündung an die Haute-Normandie („Obernormandie“).

## Wappen
Beschreibung: In Rot zwei blaugezungte und so bewehrte goldene hersehende laufende Leoparden.

## Geschichte
Die Bezeichnung Normandie für die Region geht darauf zurück, dass hier die historischen Stätten der Normannen liegen, von wo aus 1066 Wilhelm der Eroberer England eroberte (Schlacht bei Hastings).
Hier fanden auch am 6. Juni 1944 die Landungen der Alliierten an den Stränden Omaha- und Utah Beach, sowie Gold, Juno und Sword, und auch der Fallschirmsprung in Sainte-Mère-Église und in Bénouville statt, mit denen die Befreiung Frankreichs und Europas vom Nationalsozialismus begann.
Die Region Basse-Normandie wurde im Jahre 1956 gebildet, als die historische Normandie bei der Einteilung Frankreichs in Programmregionen in die zwei Regionen Basse-Normandie und Haute-Normandie aufgeteilt wurde.
Am 1. Januar 2016 fusionierte die Region Basse-Normandie mit der benachbarten Region Haute-Normandie zur neuen Region Normandie.

## Städte
Die bevölkerungsreichsten Städte der Basse-Normandie sind:

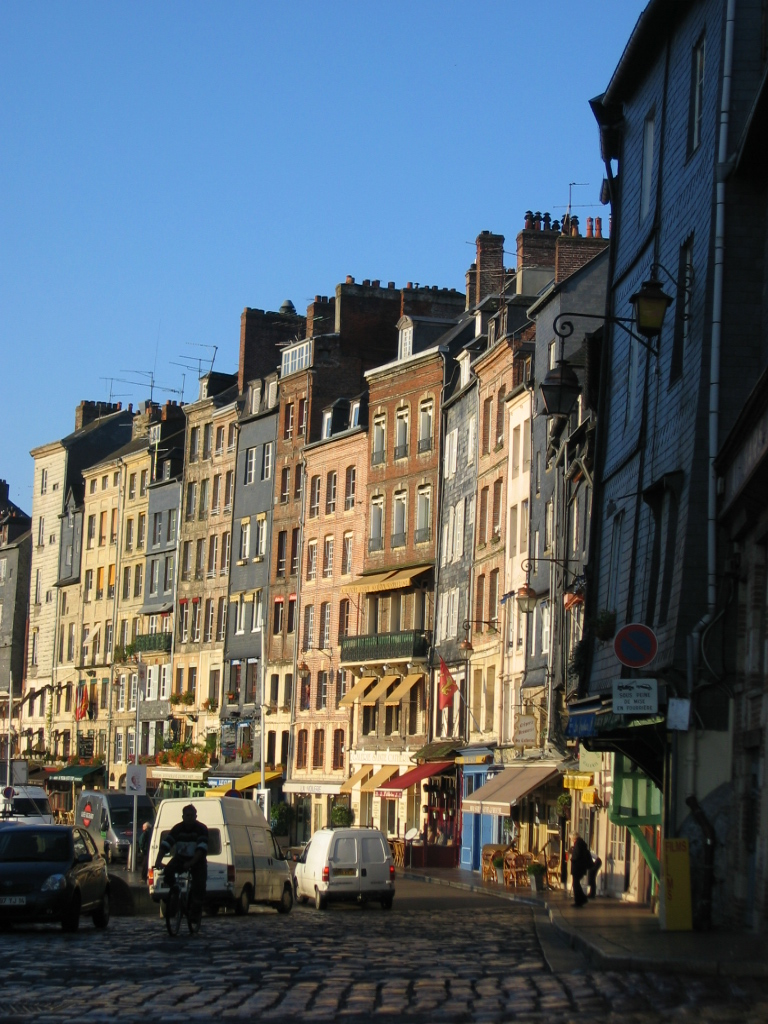
Le Vieux Bassin in Honfleur, Calvados

| Stadt                  | Einwohner (Jahr) | Département |
| ---------------------- | ---------------- | ----------- |
| Caen                   | 108.398 (2022)   | Calvados    |
| Cherbourg-en-Cotentin  | 78.028 (2022)    | Manche      |
| Alençon                | 25.667 (2022)    | Orne        |
| Hérouville-Saint-Clair | 22.473 (2022)    | Calvados    |
| Lisieux                | 19.540 (2022)    | Calvados    |
| Saint-Lô               | 19.352 (2022)    | Manche      |
| Flers                  | 14.308 (2022)    | Orne        |
| Argentan               | 13.494 (2022)    | Orne        |

## Politische Gliederung
Die Region Basse-Normandie untergliedert sich in drei Départements:
| 704.605 | (2022) |

| 496.815 | (2022) |

| 276.144 | (2022) |

## Wirtschaft

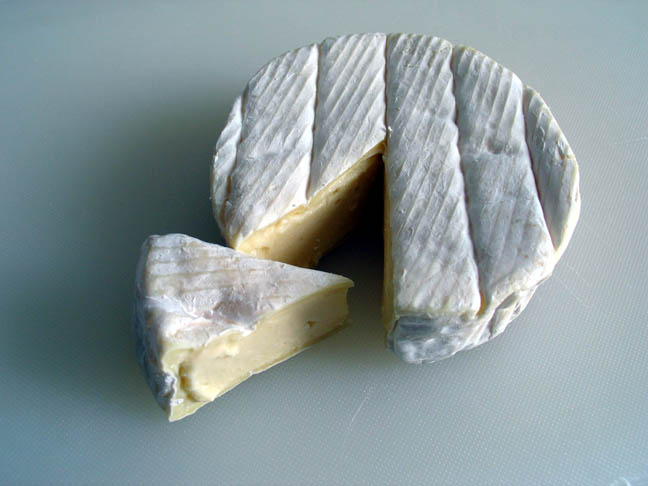
Camembert, Käse aus Rohmilch

Im Vergleich mit dem BIP der Europäischen Union ausgedrückt in Kaufkraftstandards erreichte die Region 2006 einen Index von 89,4 (EU-27= 100).
Die bekanntesten Erzeugnisse der Basse-Normandie sind die Rohmilchkäsesorten Camembert, Pont-l’Évêque, Livarot sowie die Getränke Cidre, Poiré (Birnenmost), Pommeau und Calvados.

## Tourismus
Am 3. Januar 1987 wurde in Frankreich das Gesetz erlassen, dass die Regionalräte (frz. conseil régional) der französischen Regionen sogenannte „Comité Régional de Tourisme“ (dt. Tourismusverband einer Region) gründen sollen. Die Aufgabe des „Comité Régional de Tourisme de Normandie“ (dt. Tourismusverband der Normandie) ist es die Normandie als Urlaubsdestination im In- und Ausland zu vermarkten. Die Besonderheit dieses Fremdenverkehrsverbandes liegt darin, dass zwei administrative Regionen (Obere- und Untere Normandie) ihre Mittel und ihr Engagement bündeln, um gemeinsam für die Region Normandie zu werben. Neben der Vermarktung sind ebenfalls Marktanalysen sowie die Verbesserung des touristischen Angebotes in Zusammenarbeit mit den normannischen Leistungsträgern wichtige Aufgaben dieser Organisation.

## Sehenswürdigkeiten
- Burg Pirou
- Jardin des Plantes von Coutances
- Lessay
- Mont-Saint-Michel
- La Cité de la Mer

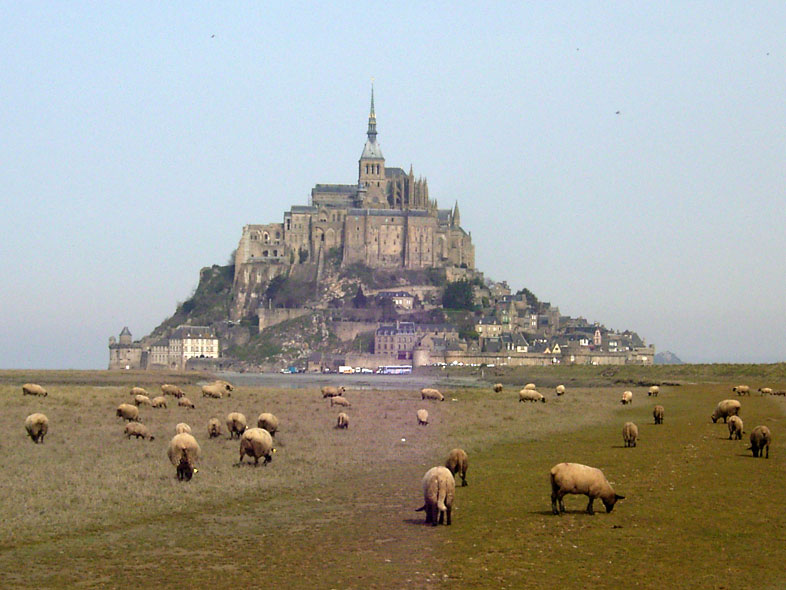
Der Mont Saint Michel, Manche

- Park und Garten des Château de la Motte
- Regionaler Naturpark Marais du Cotentin et du Bessin
- Tatihou
- Train Touristique du Cotentin
- Tumulus von Colombiers-sur-Seulles